# جون ليندسي (لاعب كريكت)
جون ليندسي (2 أبريل 1957 في نيوزيلندا - ) (بالإنجليزية: John Lindsay)‏ هو لاعب كريكت نيوزلندي.

## وصلات خارجية
- جون ليندسي على موقع إي آس بي آن كريك إنفو (الإنجليزية)